# Austrosystasis atricorpus
Austrosystasis atricorpus Girault, 1924, è un imenottero Calcidoide della famiglia degli Pteromalidi.
Questa specie è l'unico rappresentante della sottofamiglia Austrosystasinae Bouček, 1988, e del genere Austrosystasis Girault, 1924. 
La specie è citata fra la fauna del Queensland in Australia. È associata a galle su piante del genere Eleocarpus, ma non si dispone di informazioni precise sulla sua biologia. 